# Issipile (Hasse)
Issipile es el título de un “dramma per musica” que el italiano Pietro Metastasio (1698 – 1782) escribió como poeta oficial del Emperador de Austria. Este libreto es el décimo de los 27 que escribió Metastasio, situándose entre  Demetrio (1731) y  Adriano en Siria  (1732). 
El texto fue encargado para que sirviera de libreto a la ópera homónima del compositor italiano Francesco Bartolomeo Conti cuyo estreno tuvo lugar en el Teatro Imperial de la Corte de Viena, el 7 de febrero de 1732.

## Composición
Para escribir el libreto Metastasio se basó en los trabajos del historiador griego Heródoto de Halicarnaso, concretamente en el libro VI, así como en los autores latinos Ovidio y Valerio Flaco.

## VersiónNápoles1732
En 1732 el compositor alemán Johann Adolph Hasse (Bergedorf, 1699 – Venecia, 1783), compuso sobre el drama de Metastasio una ópera homónima, cantada en italiano y dividida en tres actos, cuyo estreno tuvo lugar en el  Teatro San Bartolomeo de Nápoles, el 1 de octubre.

## VersiónNápoles1742

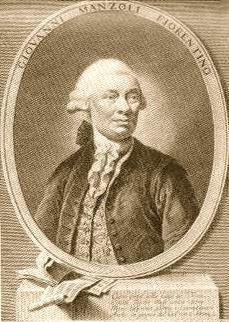
El castrato Giovanni Manzuoli (1878).

En 1742 Hasse retomó el libreto de Issipile para componer, junto con el compositor Leonardo Leo, una segunda versión que, con motivo del cumpleaños del rey Felipe V de España, se estrenó en el Teatro San Carlos de Nápoles, el 19 de diciembre.

## Personajes
| Personaje                                                                | Tesitura | Reparto el 19 de diciembre de 1742 Director: Domenico de Matteis |
| ------------------------------------------------------------------------ | -------- | ---------------------------------------------------------------- |
| Toante (Rey de la isla de Lemnos y padre de Issipile)                    | bajo     | Mattia Mazziotti                                                 |
| Issipile (Hija de Toante y amante de Jasón)                              | soprano  | Giovanna Astrua                                                  |
| Jasón (Príncipe de Tesalia, amante de Issipile y jefe de los argonautas) | tenor    | Gregorio Babbi                                                   |
| Eurinome (Noble viuda, madre de Learco)                                  | soprano  | Maria Bianca Tozzi                                               |
| Learco (Hijo de Eurinome y enamorado no correspondido de Issipile)       | castrato | Giovanni Manzuoli (Succianoccioli)                               |
| Rodope (Amiga de Issipile y enamorada no correspondida de Learco)        | Castrato | Gaetano Majorano (Caffarelli)                                    |

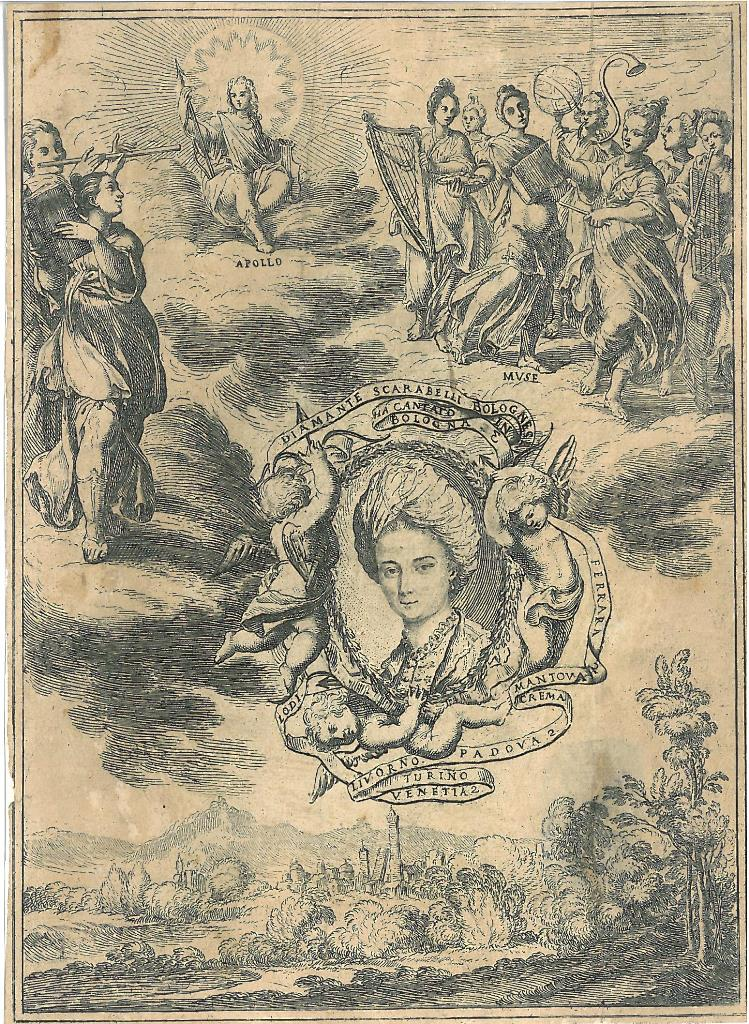
Apoteosis, entre Apolo y las Musas, de la soprano Diamante María Scarabelli (anónimo,).

La escenografía estuvo a cargo de  Giuseppe Baldi y Vincenzo Re.

## VersiónNápoles1763
En 1763 Hasse retomó por tercera vez el libreto de Issipile para componer, junto con el compositor Pasquale Cafaro, un pastiche que incluía arias de  J. C. Bach,  Bernasconi,  Galuppi,  Lampugnani,  A. Scarlatti y  Traetta, cuyo estreno tuvo lugar en el Teatro San Carlos de Nápoles, el 26 de diciembre.

## Personajes
| Personaje                                                                | Tesitura | Reparto el 26 de diciembre de 1763 Director: Nicola Fabio |
| ------------------------------------------------------------------------ | -------- | --------------------------------------------------------- |
| Toante (Rey de la isla de Lemnos y padre de Issipile)                    | bajo     | Domenico Luciani                                          |
| Issipile (Hija de Toante y amante de Jasón)                              | soprano  | Marianna Moser                                            |
| Jasón (Príncipe de Tesalia, amante de Issipile y jefe de los argonautas) | Tenor    | Pietro de Mezzo                                           |
| Eurinome (Noble viuda, madre de Learco)                                  | soprano  | Diamante Maria Scarabelli (La Diamantina)                 |
| Learco (Hijo de Eurinome y enamorado no correspondido de Issipile)       | tenor    | Giovanni Battista Turella                                 |
| Rodope (Amiga de Issipile y enamorada no correspondida de Learco)        | soprano  | Barbara Bagi                                              |

La escenografía estuvo a cargo de Antonio Ioli

## Argumento
La acción se desarrolla en la isla de Lemnos, en el mar Egeo.
Los soldados de Lemnos se encuentran luchando en la vecina Tracia y, atraídos por las riquezas y el amor de las bellas mujeres enemigas, han demorado por muchos meses el regreso a su patria. Sus abandonadas esposas, irritadas por tamaño desprecio, han cambiado su amor hacia ellos por profunda ira. Finalmente, Toante, rey de Lemnos, deseoso de celebrar la boda de su hija Issipile con Jasón, príncipe de Tesalia, convence a los guerreros de la necesidad de regresar a la patria. 
Dicha noticia no es bien acogida por las mujeres de Lemnos que, incapaces de olvidar el desprecio de sus hombres, deciden matar a todos los guerreros conforme vayan regresando de la guerra. Ellas acuerdan disimular su ira y llevar a cabo la masacre aprovechando el desorden y tumulto que se producirá durante las fiestas en honor a Baco.

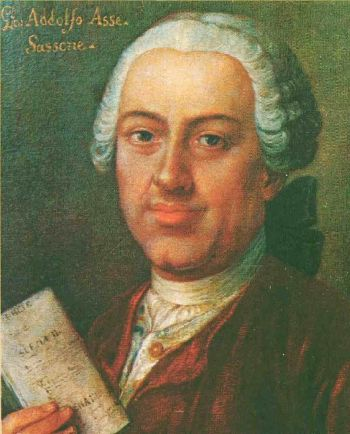
Johann Adolf Hasse.

Issipile, que no está de acuerdo con la decisión tomada por sus compañeras, intenta infructuosamente avisar a su padre Toante del peligro que corre y, para protegerlo de la furia de las mujeres, lo oculta y finge haberlo ya asesinado. Al llegar la noticia de la muerte de Toante a oídos de Jasón, produce en éste un profundo rechazo hacia la virtuosa princesa y, al quedar descubierta la mentira, Issipile queda expuesta a la furia de las demás mujeres.
Learco, hijo de Eurinome, habiendo pretendido inútilmente la mano de Issipile, decide raptarla y, para evitar la furia de Toante, huye de Lemnos y hace correr la voz de que se ha suicidado. Esta supuesta muerte es el motivo del odio implacable de Eurinome contra el rey Toante y la causa por la que ella se convirtió en cabecilla e instigadora de la conjura femenina para llevar a cabo su venganza personal. Mientras tanto, Learco se convierte en pirata, pero no puede olvidar su amor por Issipile. 
Learco, al tener noticias de la próxima boda de Jasón e Issipile, decide entrar sigilosamente con sus piratas en la ciudad para intentar raptar a la princesa o al menos interrumpir la boda. Tras una breve lucha los piratas son descubiertos y capturados, por lo que Issipile finalmente puede ver a su padre a salvo, a su raptor castigado y a su amado Jasón convertido en su esposo.

## Influencia
Metastasio tuvo gran influencia sobre los compositores de ópera desde principios del siglo XVIII a comienzos del siglo XIX. Los teatros de más renombre representaron en este período obras del ilustre italiano, y los compositores musicalizaron los libretos que el público esperaba ansioso. “Issipile” fue utilizada por más de veinte compositores como libreto para sus óperas.